# المساعدة في أنشطة الحياة اليومية
المساعدة في أنشطة الحياة اليومية (ADL) هي المهارات المطلوبة في التمريض والمهن الأخرى مثل مساعدي التمريض.
المساعدة الشخصية هي دعم مأجور لمدة 20 ساعة أو أكثر في الأسبوع للأشخاص ذوي الإعاقة. واظهرت تقارير عام 2008 أن المساعدة الشخصية ربما تكون مفيدة لبعض كبار السن ومقدمي الرعاية غير الرسميين، وهناك حاجة إلى مزيد من البحث لتقييم نماذج المساعد الشخصي الأكثر كفاءة، وكذلك إجمالي تكاليفها النسبية 

## التقليب
يجب تغير الجانب الذي ينام عليه مريض طريح الفراش كل ساعتين، وهو الحد الأدنى من الوقت الذي يمكن أن تحدث فيه قرحه الفراش . ولتحريك المريض طريح الفراش إلى الجانب الآخر، يتم سحب المريض أولاً إلى الجانب المقابل الاقرب الذي يوضع وسادة فيه لإفساح المجال للدعم .
غالبا ما يتم وضع وسادة على رأس السرير لحماية الرأس من أي إصابة عند نقل مريض طريح الفراش إلى الاعلى. و غالبا ما يتم تقليب المريض إلى جانب واحد في كل مرة بوضع بطانية لتقليل احتكاك المريض. و عند التحرك لأعلى، يطلب من المريض ثني الركبتين والدفع برجليه وتثبيت ذقنه إلى الصدر لمنع إصابة الرقبة. ثم يتم سحب المريض إلى الأعلى إما عن طريق بطانية لتقليل الاحتكاك أو بطانية للسحب.
بعض فوائد التحريك للمرضى في المستشفيات هي الحماية من تجلط الأوردة العميقة، وتقليل ضغط التقرح، وانخفاض الاداء الجسدي .

## النظافة

### الاستحمام
بالنسبة لحمام السرير، يتم وضع بطانية الحمام فوق المريض ويتم الكشف عن المنطقة التي يتم غسلها فقط للخصوصية والدفء. و لصنع قفاز قماشي، يتم وضع كف اليد والأصابع في قطعة القماش ثم تطوى على الأصابع والإبهام . و يتم طي الجزء المتبقي من قطعة القماش التي لا تغطي الأصابع وراحتي اليد وبحيث يكون الإبهام خارج القفاز.
و لتنظيف العيون، اولا يتم التنظيف بدون صابون لتجنب التهيج. ثم يتم تنظيف العين من الجانب الداخلي بالقرب من الأنف إلى الحافة الخارجية لتجنب حمل الاوساخ والقذى إلى القناة الدمعية. ثم يتم تنظيف القماش أو قلبه قبل تنظيف العين الأخرى، وذلك لمنع انتشار كائنات حية. و بعد ذلك، يتم تجفيف كل منطقة قبل غسل المنطقة التالية. لرعاية العجان، يتم غسل العجان من الأقل تلوثا إلى الأكثر تلوثا، وذلك لتقليل انتشار الكائنات الحية الدقيقة. اما بالنسبة للإناث، يفتح الشفرين ويغسلان ابتداءا من منطقة العانة باتجاه منطقة الشرج وليس العكس. و اما للذكور، فيتم تنظيف رأس القضيب أولا وتنظيفه بعيدا عن الصماخ. و في القضيب غير المختون، يتم سحب القلفة وإعادة وضعها على الفور لتجنب تعريض الدورة الدموية للخطر ولا يتم سحب القلفة للأطفال لمنع الإصابة بالعدوى .

### المرحاض

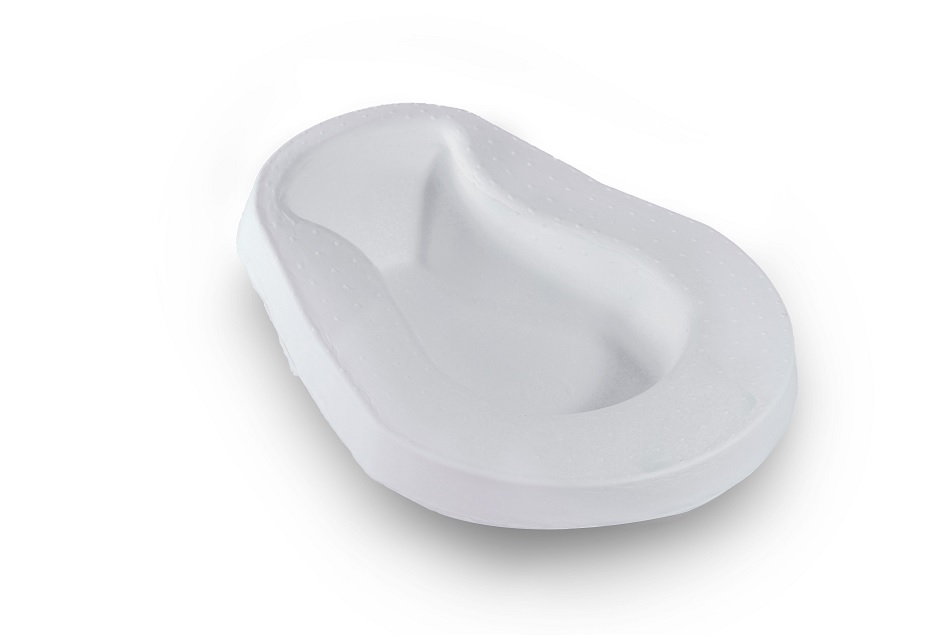
نونية السرير.

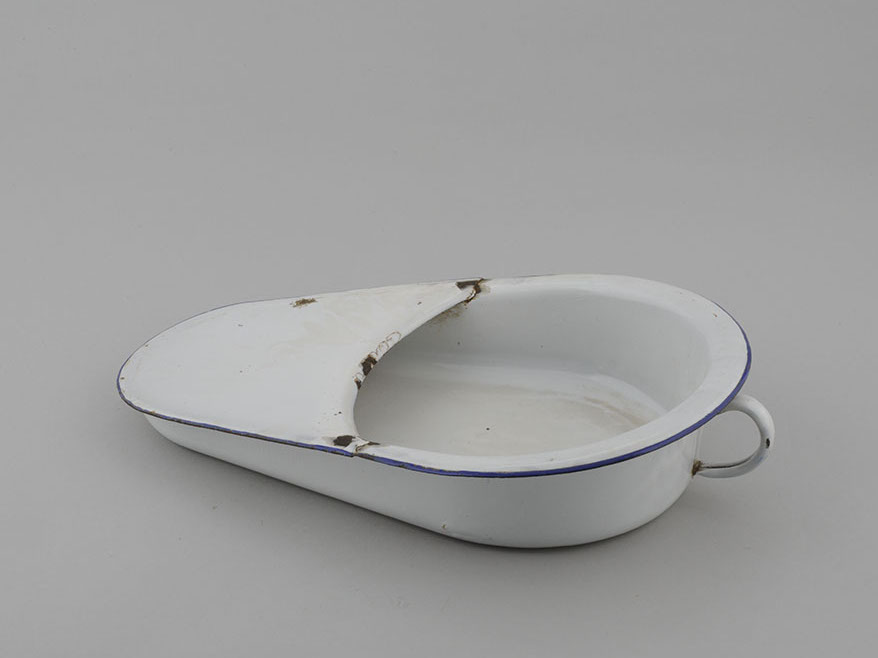
نونية سرير تستخدم لذوي كسور الورك.
.

يتم استخدام نونية السرير للمرضى المقيدين في الفراش للتبرز عند الإناث. و عادة ما يتم وضع مسحوق على حافة حلقة نونية السرير لتقليل من الاحتكاك، ولكن يتم تجنبه إذا كان هناك مشاكل مثل الحساسية أو إذا كانت هناك حاجة لاخذ عينة البراز. يعمل رفع النونية إلى الاعلى على منع وإبطال التغوط.

### خلع الملابس
اما بالنسبة للذين لديهم جانب أضعف (بسبب السكتات الدماغية) ، يتم استخدام ذراع الجانب الأقوى لارتداء الملابس في الجانب الأضعف . وعند خلع الملابس، يتم اولا سحب الذراع أو الساق من الجانب الأقوى .

### ترتيب السرير
تفرد ملاءة السرير الملائمة فوق الفراش. و عادة ما يتم استخدام ملاءة للسحب والرفع، حيث يتم وضعه في وسط الشرشف المجهز بحيث يكون تحت الجزء الأوسط من المريض. و عن طريق شرشف السحب يتم سحب وتحريك المريض. يتم تثبيت الشرشف المجهز تحت شرشف السحب بإحكام لمنع التجاعيد، والتي يمكن أن تعزز تكسر الجلد. و غالبا ما يتم وضع غطاء علوي وبطانية فوق السرير ويتم طي الزوايا.

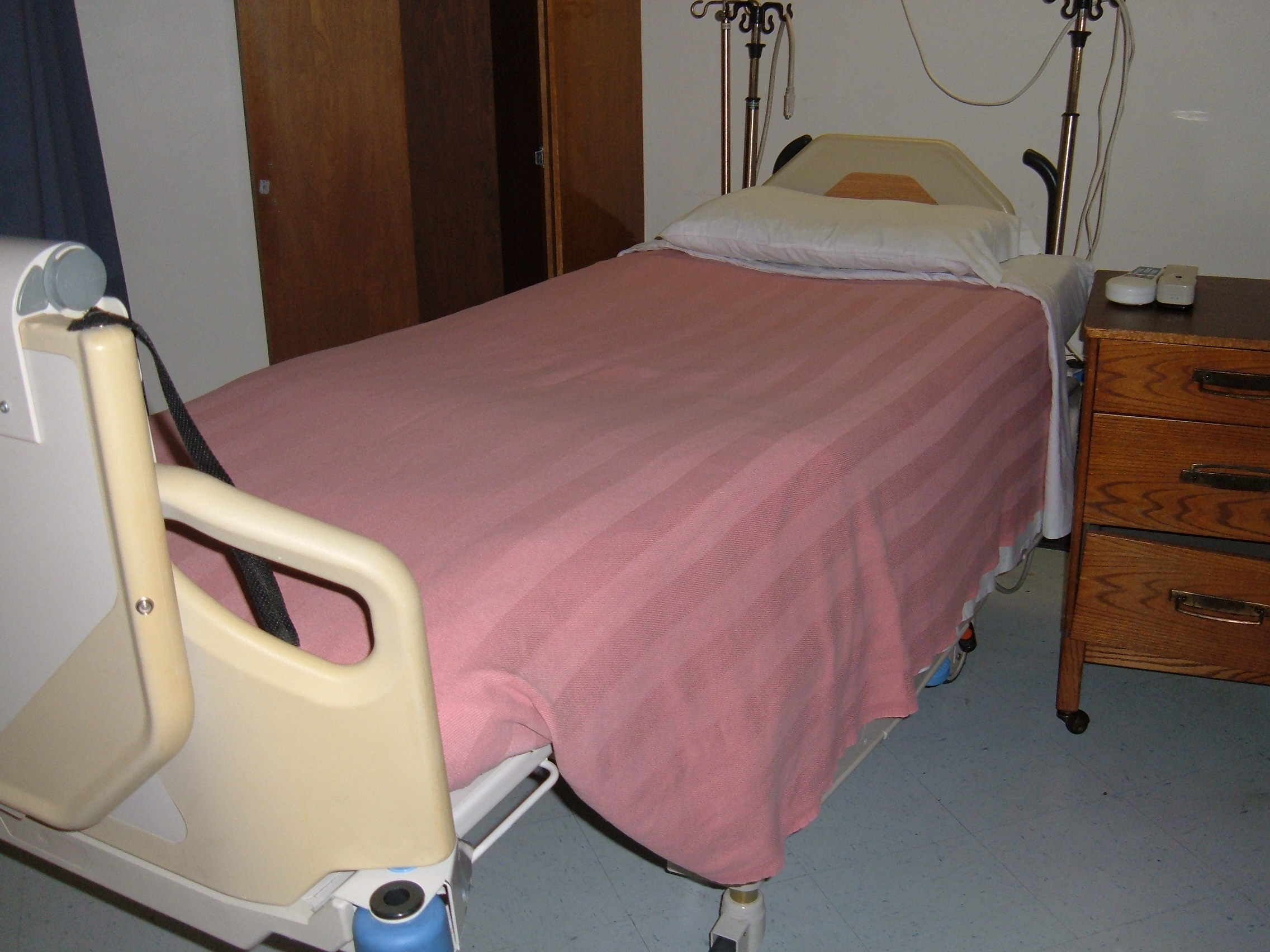
سرير مستشفى مع زاوية مطوية

عندما يتم تصنيع سرير للمرضى غير القادرين أو الذين يجدون صعوبة في النهوض من السرير، يتم تجهيز جانب واحد من السرير . و عادة، يتدحرج المريض إلى جانب واحد والشرشف القديم تحت المريض من الجانب المقابل، مثل شرشف السحب، بحيث يكون غير مدسوس وملفوف قدر الإمكان. ثم يتم لف الشرشف المجهز الجديد وشرشف السحب ثم لفها بالقرب من المريض. ثم يتدحرج المريض نحو الجانب الآخر. و تتم إزالة الشرشف القديم الذي تم طيه تحت المريض ليصار إلى بسط الشرشف الجديد الذي تم طيه تحت المريض لايصاله إلى الجانب الآخر من السرير. اماالمرضى الذين يحظر عليهم التدحرج، مثل الذين يتعافون من جراحة استبدال مفصل الورك ، يتم اجلاس المريض في السرير أثناء إجراء النصف العلوي من السرير ومن بعد ذلك يتم عمل النصف السفلي من السرير.